# Spalle al muro (film 1958)
Spalle al muro (Le Dos au mur) è un film del 1958 diretto da Édouard Molinaro, al suo esordio nel lungometraggio, e tratto dal romanzo di Frédéric Dard.
Il film è considerato un "virtuosistico aggiornamento del genere noir", che si colloca "apparentemente nell'ambito della Nouvelle Vague".